# Queen Rocks
Queen Rocks es un álbum recopilatorio que contiene las canciones escritas por el guitarrista Brian May de 1973 a 1995 y material Inédito de la banda de rock Queen, lanzado al mercado el 3 de noviembre de 1997 por EMI. Está compuesto por 18 canciones; 17 de ellas pertenecen a los álbumes anteriormente lanzados (la mayoría de las canciones, pertenecen a Brian May), y una última canción, titulada "No-One But You (Only The Good Die Young)", conocida oficialmente como "La última canción de Queen", en la que participan los tres integrantes restantes de ésta. Cabe destacar que es la última canción de Queen con la participación de John Deacon, ya que, tras esto no volvería a aparecer en público.
El álbum fue disco de oro en España.
En la actualidad este álbum está descatalogado de la discografía oficial del grupo y es difícil de conseguir en los comercios.

## Lista de canciones
| CD    | |                                                       |          |  |
| N.º   | Título | Escritor(es)                                          | Duración |  |
| 1.    | «We Will Rock You» (de News of the World, 1977)                                                            | Brian May                                             | 2:01     |  |
| 2.    | «Tie Your Mother Down» (Versión de Sencillo, de A Day at the Races, 1976)                                  | Brian May                                             | 3:45     |  |
| 3.    | «I Want It All» (Híbrido entre las versiones de sencillo y álbum, de The Miracle, 1989)                    | Brian May                                             | 4:30     |  |
| 4.    | «Seven Seas Of Rhye» (de Queen II, 1974)                                                                   | Freddie Mercury                                       | 2:47     |  |
| 5.    | «I Can't Live With You (Rocks Retake)» (de Innuendo, 1991)                                                 | Brian May                                             | 4:35     |  |
| 6.    | «Hammer To Fall» (de The Works, 1984)                                                                      | Brian May                                             | 4:30     |  |
| 7.    | «Stone Cold Crazy» (de Sheer Heart Attack, 1974)                                                           | Brian May, Freddie Mercury, John Deacon, Roger Taylor | 2:14     |  |
| 8.    | «Now I'm Here» (de Sheer Heart Attack, 1974)                                                               | Brian May                                             | 4:12     |  |
| 9.    | «Fat Bottomed Girls» (de Jazz, 1978)                                                                       | Brian May                                             | 4:18     |  |
| 10.   | «Keep Yourself Alive» (de Queen, 1973)                                                                     | Brian May                                             | 3:44     |  |
| 11.   | «Tear It Up» (de The Works, 1984)                                                                          | Brian May                                             | 3:28     |  |
| 12.   | «One Vision» (de A Kind of Magic, 1986)                                                                    | Queen                                                 | 5:09     |  |
| 13.   | «Sheer Heart Attack» (de News of the World, 1977)                                                          | Roger Taylor                                          | 3:26     |  |
| 14.   | «I'm in Love with My Car» (Híbrido entre las versiones de sencillo y álbum, de A Night at the Opera, 1975) | Roger Taylor                                          | 3:05     |  |
| 15.   | «Put Out the Fire» (de Hot Space, 1982)                                                                    | Brian May                                             | 3:20     |  |
| 16.   | «Headlong» (de Innuendo, 1991)                                                                             | Brian May                                             | 4:33     |  |
| 17.   | «It's Late» (de News of the World, 1977)                                                                   | Brian May                                             | 6:29     |  |
| 18.   | «No-One but You (Only the Good Die Young)» (Inédita)                                                       | Brian May                                             | 4:11     |  |
| 70:22 | |                                                       |          |  |